# Flick of the Wrist
"Flick of the Wrist" és una cançó del grup britànic de rock Queen, llançada com a doble cara-A amb "Killer Queen" al Regne Unit, Canadà, Països Baixos, Estats Units i la major part d'altres territoris. Va ser escrita per Freddie Mercury per l'àlbum Sheer Heart Attack del 1974.